# Je suis l'enfant-soleil
Chansons représentant la France au Concours Eurovision de la chanson
Il y aura toujours des violons
(1978) Hé, hé m'sieurs dames
(1980)
Je suis l'enfant-soleil est une chanson de la chanteuse française Anne-Marie David. C'est la chanson qui représente la France au Concours Eurovision de la chanson 1979 qui se déroulait à Jérusalem, en Israël. La chanteuse avait remporté le concours six ans plus tôt, représentant le Luxembourg au concours de 1973 avec la chanson Tu te reconnaîtras.
Anne-Marie David a également enregistré la chanson en allemand sous le titre de Sonnenkind (« L'Enfant-Soleil ») et en italien, Ragazza sole (« Fille du Soleil »).

## Paroles et composition
La chanson est une ballade dramatique influencée par le blues, dans laquelle Anne-Marie David décrit une histoire d'amour de jeunesse avec un étranger « arrivé du Nord » et qu'elle « était une enfant-soleil ».

## Concours Eurovision de la chanson
Elle est intégralement interprétée en français, langue nationale, comme l'impose la règle entre 1976 et 1999.
Dirigée par le chef d'orchestre Guy Mattéoni, c'est la onzième chanson interprétée lors de la soirée, après Gali Atari et Milk and Honey qui représentaient l'Israël avec Hallelujah et avant Micha Marah qui représentait la Belgique avec Hey Nana. À l'issue du vote, elle a obtenu 106 points, se classant 3e sur 19 chansons,.